# Sorbus kongboensis
Sorbus kongboensis är en rosväxtart som beskrevs av Mcall.. Sorbus kongboensis ingår i släktet oxlar, och familjen rosväxter. Inga underarter finns listade i Catalogue of Life.